# Tournoi du Canada de rugby à sept 2018
Navigation
2017 2019
Le Tournoi du Canada de rugby à sept 2018 est la sixième étape de la saison 2017-2018 des World Rugby Sevens Series. Elle se déroule sur deux jours les 10 et 11 mars 2018 au BC Place Stadium à Vancouver, au Canada. La victoire finale revient à l'équipe des Fidji qui bat en finale l'équipe du Kenya sur le score de 31 à 12.

## Équipes participantes
Seize équipes participent au tournoi (quinze équipes permanentes plus une invitée) :
- Afrique du Sud
- Angleterre
- Argentine
- Australie
- Canada
- Écosse
- Espagne
- États-Unis
- France
- Fidji
- Pays de Galles
- Kenya
- Nouvelle-Zélande
- Russie
- Samoa
- Uruguay (invitée)

## Phase de poules
Les 16 équipes sont réparties en poules de 4 équipes qui se rencontrent une fois chacune. Les points sont attribués en fonction du résultat du match comme suit :
- Victoire : 3 points
- Égalité : 2 points
- Défaite : 1 point
- Forfait : 0 point

En cas d'égalité on départage les équipes selon les règles suivantes :
1. Le vainqueur du match des 2 équipes à égalité
2. La différence de points marqués et reçus durant la poule
3. La différence d'essais marqués et reçus durant la poule
4. Tirage au sort

Classements et résultats de la phase de poules.

### Poule A
| Rang | Pays       | J | V | N | D | Pm  | Pe  | Diff | Pts |
| ---- | ---------- | - | - | - | - | --- | --- | ---- | --- |
| 1    | Australie  | 3 | 2 | 1 | 0 | 100 | 57  | +43  | 8   |
| 2    | États-Unis | 2 | 2 | 0 | 0 | 94  | 52  | +42  | 7   |
| 3    | Canada     | 3 | 1 | 1 | 1 | 87  | 52  | +35  | 6   |
| 4    | Uruguay    | 3 | 0 | 0 | 3 | 22  | 142 | -120 | 3   |

| 10 mars 2018 | Australie | 19 - 19 | Canada | BC Place Stadium, Vancouver |
| 10 mars 2018 |           |         |        | BC Place Stadium, Vancouver |
| 10 mars 2018 |           |         |        | BC Place Stadium, Vancouver |

| 10 mars 2018 | États-Unis | 45 - 0 | Uruguay | BC Place Stadium, Vancouver |
| 10 mars 2018 |            |        |         | BC Place Stadium, Vancouver |
| 10 mars 2018 |            |        |         | BC Place Stadium, Vancouver |

| 10 mars 2018 | Australie | 50 - 17 | Uruguay | BC Place Stadium, Vancouver |
| 10 mars 2018 |           |         |         | BC Place Stadium, Vancouver |
| 10 mars 2018 |           |         |         | BC Place Stadium, Vancouver |

| 10 mars 2018 | États-Unis | 28 - 21 | Canada | BC Place Stadium, Vancouver |
| 10 mars 2018 |            |         |        | BC Place Stadium, Vancouver |
| 10 mars 2018 |            |         |        | BC Place Stadium, Vancouver |

| 10 mars 2018 | Canada | 47 - 5 | Uruguay | BC Place Stadium, Vancouver |
| 10 mars 2018 |        |        |         | BC Place Stadium, Vancouver |
| 10 mars 2018 |        |        |         | BC Place Stadium, Vancouver |

| 10 mars 2018 | États-Unis | 21 - 31 | Australie | BC Place Stadium, Vancouver |
| 10 mars 2018 |            |         |           | BC Place Stadium, Vancouver |
| 10 mars 2018 |            |         |           | BC Place Stadium, Vancouver |

### Poule B
| Rang | Pays           | J | V | N | D | Pm | Pe | Diff | Pts |
| ---- | -------------- | - | - | - | - | -- | -- | ---- | --- |
| 1    | Angleterre     | 3 | 2 | 0 | 1 | 62 | 33 | +29  | 7   |
| 2    | Argentine      | 3 | 2 | 0 | 1 | 64 | 40 | +24  | 7   |
| 3    | Samoa          | 3 | 2 | 0 | 1 | 56 | 37 | +19  | 7   |
| 4    | Pays de Galles | 3 | 0 | 0 | 3 | 27 | 99 | -72  | 3   |

| 10 mars 2018 | Angleterre | 36 - 5 | Pays de Galles | BC Place Stadium, Vancouver |
| 10 mars 2018 |            |        |                | BC Place Stadium, Vancouver |
| 10 mars 2018 |            |        |                | BC Place Stadium, Vancouver |

| 10 mars 2018 | Argentine | 22 - 7 | Samoa | BC Place Stadium, Vancouver |
| 10 mars 2018 |           |        |       | BC Place Stadium, Vancouver |
| 10 mars 2018 |           |        |       | BC Place Stadium, Vancouver |

| 10 mars 2018 | Angleterre | 5 - 21 | Samoa | BC Place Stadium, Vancouver |
| 10 mars 2018 |            |        |       | BC Place Stadium, Vancouver |
| 10 mars 2018 |            |        |       | BC Place Stadium, Vancouver |

| 10 mars 2018 | Argentine | 35 - 12 | Pays de Galles | BC Place Stadium, Vancouver |
| 10 mars 2018 |           |         |                | BC Place Stadium, Vancouver |
| 10 mars 2018 |           |         |                | BC Place Stadium, Vancouver |

| 10 mars 2018 | Pays de Galles | 10 - 28 | Samoa | BC Place Stadium, Vancouver |
| 10 mars 2018 |                |         |       | BC Place Stadium, Vancouver |
| 10 mars 2018 |                |         |       | BC Place Stadium, Vancouver |

| 10 mars 2018 | Argentine | 7 - 21 | Angleterre | BC Place Stadium, Vancouver |
| 10 mars 2018 |           |        |            | BC Place Stadium, Vancouver |
| 10 mars 2018 |           |        |            | BC Place Stadium, Vancouver |

### Poule C
| Rang | Pays    | J | V | N | D | Pm  | Pe  | Diff | Pts |
| ---- | ------- | - | - | - | - | --- | --- | ---- | --- |
| 1    | Fidji   | 3 | 3 | 0 | 0 | 107 | 33  | +74  | 9   |
| 2    | Kenya   | 3 | 2 | 0 | 1 | 78  | 31  | +47  | 6   |
| 3    | France  | 3 | 0 | 1 | 2 | 26  | 64  | -38  | 4   |
| 4    | Espagne | 3 | 0 | 1 | 2 | 17  | 100 | -83  | 4   |

| 10 mars 2018 | Kenya | 14 - 7 | France | BC Place Stadium, Vancouver |
| 10 mars 2018 |       |        |        | BC Place Stadium, Vancouver |
| 10 mars 2018 |       |        |        | BC Place Stadium, Vancouver |

| 10 mars 2018 | Fidji | 45 - 5 | Espagne | BC Place Stadium, Vancouver |
| 10 mars 2018 |       |        |         | BC Place Stadium, Vancouver |
| 10 mars 2018 |       |        |         | BC Place Stadium, Vancouver |

| 10 mars 2018 | Kenya | 43 - 0 | Espagne | BC Place Stadium, Vancouver |
| 10 mars 2018 |       |        |         | BC Place Stadium, Vancouver |
| 10 mars 2018 |       |        |         | BC Place Stadium, Vancouver |

| 10 mars 2018 | Fidji | 38 - 7 | France | BC Place Stadium, Vancouver |
| 10 mars 2018 |       |        |        | BC Place Stadium, Vancouver |
| 10 mars 2018 |       |        |        | BC Place Stadium, Vancouver |

| 10 mars 2018 | France | 12 - 12 | Espagne | BC Place Stadium, Vancouver |
| 10 mars 2018 |        |         |         | BC Place Stadium, Vancouver |
| 10 mars 2018 |        |         |         | BC Place Stadium, Vancouver |

| 10 mars 2018 | Fidji | 24 - 21 | Kenya | BC Place Stadium, Vancouver |
| 10 mars 2018 |       |         |       | BC Place Stadium, Vancouver |
| 10 mars 2018 |       |         |       | BC Place Stadium, Vancouver |

### Poule D
| Rang | Pays             | J | V | N | D | Pm | Pe | Diff | Pts |
| ---- | ---------------- | - | - | - | - | -- | -- | ---- | --- |
| 1    | Nouvelle-Zélande | 3 | 3 | 0 | 0 | 95 | 45 | +50  | 9   |
| 2    | Afrique du Sud   | 3 | 2 | 0 | 1 | 73 | 40 | +33  | 7   |
| 3    | Russie           | 3 | 1 | 0 | 2 | 38 | 93 | -55  | 5   |
| 4    | Écosse           | 3 | 0 | 0 | 3 | 50 | 78 | -28  | 3   |

| 10 mars 2018 | Nouvelle-Zélande | 31 - 26 | Écosse | BC Place Stadium, Vancouver |
| 10 mars 2018 |                  |         |        | BC Place Stadium, Vancouver |
| 10 mars 2018 |                  |         |        | BC Place Stadium, Vancouver |

| 10 mars 2018 | Afrique du Sud | 38 - 7 | Russie | BC Place Stadium, Vancouver |
| 10 mars 2018 |                |        |        | BC Place Stadium, Vancouver |
| 10 mars 2018 |                |        |        | BC Place Stadium, Vancouver |

| 10 mars 2018 | Nouvelle-Zélande | 31 - 5 | Russie | BC Place Stadium, Vancouver |
| 10 mars 2018 |                  |        |        | BC Place Stadium, Vancouver |
| 10 mars 2018 |                  |        |        | BC Place Stadium, Vancouver |

| 10 mars 2018 | Afrique du Sud | 21 - 0 | Écosse | BC Place Stadium, Vancouver |
| 10 mars 2018 |                |        |        | BC Place Stadium, Vancouver |
| 10 mars 2018 |                |        |        | BC Place Stadium, Vancouver |

| 10 mars 2018 | Écosse | 24 - 26 | Russie | BC Place Stadium, Vancouver |
| 10 mars 2018 |        |         |        | BC Place Stadium, Vancouver |
| 10 mars 2018 |        |         |        | BC Place Stadium, Vancouver |

| 10 mars 2018 | Afrique du Sud | 14 - 33 | Nouvelle-Zélande | BC Place Stadium, Vancouver |
| 10 mars 2018 |                |         |                  | BC Place Stadium, Vancouver |
| 10 mars 2018 |                |         |                  | BC Place Stadium, Vancouver |

## Phase finale
Résultats de la phase finale.

### Tournois principaux

#### Cup
|  | Quarts de finale                 | Quarts de finale                 |                                  |                                  | Demi-finales                     | Demi-finales                     |    |  | Finale                           | Finale                           |
|  | Quarts de finale                 | Quarts de finale                 |                                  |                                  | Demi-finales                     | Demi-finales                     |    |  | Finale                           | Finale                           |
|  |                                  |                                  |                                  |                                  |                                  |                                  |    |  |                                  |                                  |
|  | 11 mars 2018 - 11 h 08 UTC−08:00 | 11 mars 2018 - 11 h 08 UTC−08:00 |                                  |                                  | 11 mars 2018 - 15 h 08 UTC−08:00 | 11 mars 2018 - 15 h 08 UTC−08:00 |    |  | 11 mars 2018 - 18 h 19 UTC−08:00 | 11 mars 2018 - 18 h 19 UTC−08:00 |
|  | 11 mars 2018 - 11 h 08 UTC−08:00 | 11 mars 2018 - 11 h 08 UTC−08:00 |                                  |                                  | 11 mars 2018 - 15 h 08 UTC−08:00 | 11 mars 2018 - 15 h 08 UTC−08:00 |    |  | 11 mars 2018 - 18 h 19 UTC−08:00 | 11 mars 2018 - 18 h 19 UTC−08:00 |
|  | Australie                        | 19                               |                                  |                                  | 11 mars 2018 - 15 h 08 UTC−08:00 | 11 mars 2018 - 15 h 08 UTC−08:00 |    |  | 11 mars 2018 - 18 h 19 UTC−08:00 | 11 mars 2018 - 18 h 19 UTC−08:00 |
|  | Australie                        | 19                               |                                  |                                  | 11 mars 2018 - 15 h 08 UTC−08:00 | 11 mars 2018 - 15 h 08 UTC−08:00 |    |  | 11 mars 2018 - 18 h 19 UTC−08:00 | 11 mars 2018 - 18 h 19 UTC−08:00 |
|  | Afrique du Sud                   | 24                               |                                  |                                  | 11 mars 2018 - 15 h 08 UTC−08:00 | 11 mars 2018 - 15 h 08 UTC−08:00 |    |  | 11 mars 2018 - 18 h 19 UTC−08:00 | 11 mars 2018 - 18 h 19 UTC−08:00 |
|  | Afrique du Sud                   | 24                               | Afrique du Sud                   | 12                               |                                  |                                  |    |  | 11 mars 2018 - 18 h 19 UTC−08:00 | 11 mars 2018 - 18 h 19 UTC−08:00 |
|  | 11 mars 2018 - 11 h 30 UTC−08:00 |                                  | Afrique du Sud                   | 12                               |                                  |                                  |    |  | 11 mars 2018 - 18 h 19 UTC−08:00 | 11 mars 2018 - 18 h 19 UTC−08:00 |
|  |                                  | Fidji                            | 15                               |                                  |                                  |                                  |    |  | 11 mars 2018 - 18 h 19 UTC−08:00 | 11 mars 2018 - 18 h 19 UTC−08:00 |
|  | Fidji                            | Fidji                            | 15                               | 43                               |                                  |                                  |    |  | 11 mars 2018 - 18 h 19 UTC−08:00 | 11 mars 2018 - 18 h 19 UTC−08:00 |
|  | Fidji                            |                                  |                                  | 43                               |                                  |                                  |    |  | 11 mars 2018 - 18 h 19 UTC−08:00 | 11 mars 2018 - 18 h 19 UTC−08:00 |
|  | Argentine                        | 7                                |                                  |                                  |                                  |                                  |    |  | 11 mars 2018 - 18 h 19 UTC−08:00 | 11 mars 2018 - 18 h 19 UTC−08:00 |
|  | Argentine                        | 7                                | Fidji                            | 31                               |                                  |                                  |    |  |                                  |                                  |
|  | 11 mars 2018 - 11 h 52 UTC−08:00 |                                  | Fidji                            | 31                               |                                  |                                  |    |  |                                  |                                  |
|  |                                  | Kenya                            | 12                               |                                  |                                  |                                  |    |  |                                  |                                  |
|  | Nouvelle-Zélande                 | Kenya                            | 12                               | 0                                |                                  |                                  |    |  |                                  |                                  |
|  | Nouvelle-Zélande                 | 11 mars 2018 - 15 h 30 UTC−08:00 |                                  | 0                                |                                  |                                  |    |  |                                  |                                  |
|  | États-Unis                       | 17                               |                                  |                                  |                                  |                                  |    |  |                                  |                                  |
|  | États-Unis                       | 17                               | États-Unis                       | 19                               |                                  |                                  |    |  |                                  |                                  |
|  | 11 mars 2018 - 12 h 14 UTC−08:00 | 11 mars 2018 - 12 h 14 UTC−08:00 | États-Unis                       | 19                               | Match pour la 3e place           | Match pour la 3e place           |    |  |                                  |                                  |
|  | 11 mars 2018 - 12 h 14 UTC−08:00 | 11 mars 2018 - 12 h 14 UTC−08:00 |                                  | Kenya                            | Match pour la 3e place           | Match pour la 3e place           | 24 |  |                                  |                                  |
|  | Angleterre                       | 0                                | 11 mars 2018 - 17 h 52 UTC−08:00 | 11 mars 2018 - 17 h 52 UTC−08:00 |                                  |                                  | 24 |  |                                  |                                  |
|  | Angleterre                       | 0                                | 11 mars 2018 - 17 h 52 UTC−08:00 | 11 mars 2018 - 17 h 52 UTC−08:00 |                                  |                                  |    |  |                                  |                                  |
|  | Kenya                            | 12                               |                                  | Afrique du Sud                   | 29                               |                                  |    |  |                                  |                                  |
|  | Kenya                            | 12                               |                                  | Afrique du Sud                   | 29                               |                                  |    |  |                                  |                                  |
|  |                                  |                                  |                                  |                                  |                                  |                                  |    |  | États-Unis                       | 7                                |
|  |                                  |                                  |                                  |                                  |                                  |                                  |    |  | États-Unis                       | 7                                |

Finale (Cup)
| 11 mars 2018 | Fidji | 31 - 12 (12-12) | Kenya                                                                                         | BC Place Stadium, Vancouver Arbitre : Craig Joubert |
| 11 mars 2018 | Essai(s) : J Vakurunabili (en) (2e), S Mocenacagi (en) (7e, 10e), A Naduva (en) (12e), P Dranisinukula (en) (14e) Transformation(s) : V Ravouvou (3e), A Nasilasila (en) (11e, 13e) |                 | Essai(s) : W Ambaka Ndayara (1re), S Oliech (en) (6e) Transformation(s) : S Oliech (en) (1re) | BC Place Stadium, Vancouver Arbitre : Craig Joubert |
| 11 mars 2018 | |                 |                                                                                               | BC Place Stadium, Vancouver Arbitre : Craig Joubert |

#### Challenge Trophy
|  | Quarts de finale                 | Quarts de finale                 |        |    | Demi-finales                     | Demi-finales                     |  |  | Finale                           | Finale                           |
|  | Quarts de finale                 | Quarts de finale                 |        |    | Demi-finales                     | Demi-finales                     |  |  | Finale                           | Finale                           |
|  |                                  |                                  |        |    |                                  |                                  |  |  |                                  |                                  |
|  | 11 mars 2018 - 9 h 30 UTC−08:00  | 11 mars 2018 - 9 h 30 UTC−08:00  |        |    | 11 mars 2018 - 13 h 30 UTC−08:00 | 11 mars 2018 - 13 h 30 UTC−08:00 |  |  | 11 mars 2018 - 16 h 37 UTC−08:00 | 11 mars 2018 - 16 h 37 UTC−08:00 |
|  | 11 mars 2018 - 9 h 30 UTC−08:00  | 11 mars 2018 - 9 h 30 UTC−08:00  |        |    | 11 mars 2018 - 13 h 30 UTC−08:00 | 11 mars 2018 - 13 h 30 UTC−08:00 |  |  | 11 mars 2018 - 16 h 37 UTC−08:00 | 11 mars 2018 - 16 h 37 UTC−08:00 |
|  | Canada                           | 0                                |        |    | 11 mars 2018 - 13 h 30 UTC−08:00 | 11 mars 2018 - 13 h 30 UTC−08:00 |  |  | 11 mars 2018 - 16 h 37 UTC−08:00 | 11 mars 2018 - 16 h 37 UTC−08:00 |
|  | Canada                           | 0                                |        |    | 11 mars 2018 - 13 h 30 UTC−08:00 | 11 mars 2018 - 13 h 30 UTC−08:00 |  |  | 11 mars 2018 - 16 h 37 UTC−08:00 | 11 mars 2018 - 16 h 37 UTC−08:00 |
|  | Écosse                           | 19                               |        |    | 11 mars 2018 - 13 h 30 UTC−08:00 | 11 mars 2018 - 13 h 30 UTC−08:00 |  |  | 11 mars 2018 - 16 h 37 UTC−08:00 | 11 mars 2018 - 16 h 37 UTC−08:00 |
|  | Écosse                           | 19                               | Écosse | 26 |                                  |                                  |  |  | 11 mars 2018 - 16 h 37 UTC−08:00 | 11 mars 2018 - 16 h 37 UTC−08:00 |
|  | 11 mars 2018 - 9 h 52 UTC−08:00  |                                  | Écosse | 26 |                                  |                                  |  |  | 11 mars 2018 - 16 h 37 UTC−08:00 | 11 mars 2018 - 16 h 37 UTC−08:00 |
|  |                                  | Pays de Galles                   | 15     |    |                                  |                                  |  |  | 11 mars 2018 - 16 h 37 UTC−08:00 | 11 mars 2018 - 16 h 37 UTC−08:00 |
|  | France                           | Pays de Galles                   | 15     | 12 |                                  |                                  |  |  | 11 mars 2018 - 16 h 37 UTC−08:00 | 11 mars 2018 - 16 h 37 UTC−08:00 |
|  | France                           |                                  |        | 12 |                                  |                                  |  |  | 11 mars 2018 - 16 h 37 UTC−08:00 | 11 mars 2018 - 16 h 37 UTC−08:00 |
|  | Pays de Galles                   | 19                               |        |    |                                  |                                  |  |  | 11 mars 2018 - 16 h 37 UTC−08:00 | 11 mars 2018 - 16 h 37 UTC−08:00 |
|  | Pays de Galles                   | 19                               | Écosse | 29 |                                  |                                  |  |  |                                  |                                  |
|  | 11 mars 2018 - 10 h 14 UTC−08:00 |                                  | Écosse | 29 |                                  |                                  |  |  |                                  |                                  |
|  |                                  | Espagne                          | 7      |    |                                  |                                  |  |  |                                  |                                  |
|  | Russie                           | Espagne                          | 7      | 14 |                                  |                                  |  |  |                                  |                                  |
|  | Russie                           | 11 mars 2018 - 13 h 52 UTC−08:00 |        | 14 |                                  |                                  |  |  |                                  |                                  |
|  | Uruguay                          | 7                                |        |    |                                  |                                  |  |  |                                  |                                  |
|  | Uruguay                          | 7                                | Russie | 7  |                                  |                                  |  |  |                                  |                                  |
|  | 11 mars 2018 - 10 h 36 UTC−08:00 |                                  | Russie | 7  |                                  |                                  |  |  |                                  |                                  |
|  |                                  | Espagne                          | 14     |    |                                  |                                  |  |  |                                  |                                  |
|  | Samoa                            | Espagne                          | 14     | 0  |                                  |                                  |  |  |                                  |                                  |
|  | Samoa                            |                                  |        | 0  |                                  |                                  |  |  |                                  |                                  |
|  | Espagne                          | 24                               |        |    |                                  |                                  |  |  |                                  |                                  |
|  | Espagne                          | 24                               |        |    |                                  |                                  |  |  |                                  |                                  |

### Matchs de classement

#### Challenge 5e place
|  | Demi-finales                     | Demi-finales                     |           |    | Finale                           | Finale                           |
|  | Demi-finales                     | Demi-finales                     |           |    | Finale                           | Finale                           |
|  |                                  |                                  |           |    |                                  |                                  |
|  | 11 mars 2018 - 14 h 24 UTC−08:00 | 11 mars 2018 - 14 h 24 UTC−08:00 |           |    | 11 mars 2018 - 17 h 07 UTC−08:00 | 11 mars 2018 - 17 h 07 UTC−08:00 |
|  | 11 mars 2018 - 14 h 24 UTC−08:00 | 11 mars 2018 - 14 h 24 UTC−08:00 |           |    | 11 mars 2018 - 17 h 07 UTC−08:00 | 11 mars 2018 - 17 h 07 UTC−08:00 |
|  | Australie                        | 28                               |           |    | 11 mars 2018 - 17 h 07 UTC−08:00 | 11 mars 2018 - 17 h 07 UTC−08:00 |
|  | Australie                        | 28                               |           |    | 11 mars 2018 - 17 h 07 UTC−08:00 | 11 mars 2018 - 17 h 07 UTC−08:00 |
|  | Argentine                        | 24                               |           |    | 11 mars 2018 - 17 h 07 UTC−08:00 | 11 mars 2018 - 17 h 07 UTC−08:00 |
|  | Argentine                        | 24                               | Australie | 14 |                                  |                                  |
|  | 11 mars 2018 - 14 h 46 UTC−08:00 |                                  | Australie | 14 |                                  |                                  |
|  |                                  | Angleterre                       | 31        |    |                                  |                                  |
|  | Nouvelle-Zélande                 | Angleterre                       | 31        | 17 |                                  |                                  |
|  | Nouvelle-Zélande                 |                                  |           | 17 |                                  |                                  |
|  | Angleterre                       | 21                               |           |    |                                  |                                  |
|  | Angleterre                       | 21                               |           |    |                                  |                                  |

#### Challenge 13e place
|  | Demi-finales                     | Demi-finales                     |        |    | Finale                           | Finale                           |
|  | Demi-finales                     | Demi-finales                     |        |    | Finale                           | Finale                           |
|  |                                  |                                  |        |    |                                  |                                  |
|  | 11 mars 2018 - 12 h 46 UTC−08:00 | 11 mars 2018 - 12 h 46 UTC−08:00 |        |    | 11 mars 2018 - 16 h 12 UTC−08:00 | 11 mars 2018 - 16 h 12 UTC−08:00 |
|  | 11 mars 2018 - 12 h 46 UTC−08:00 | 11 mars 2018 - 12 h 46 UTC−08:00 |        |    | 11 mars 2018 - 16 h 12 UTC−08:00 | 11 mars 2018 - 16 h 12 UTC−08:00 |
|  | Canada                           | 31                               |        |    | 11 mars 2018 - 16 h 12 UTC−08:00 | 11 mars 2018 - 16 h 12 UTC−08:00 |
|  | Canada                           | 31                               |        |    | 11 mars 2018 - 16 h 12 UTC−08:00 | 11 mars 2018 - 16 h 12 UTC−08:00 |
|  | France                           | 19                               |        |    | 11 mars 2018 - 16 h 12 UTC−08:00 | 11 mars 2018 - 16 h 12 UTC−08:00 |
|  | France                           | 19                               | Canada | 10 |                                  |                                  |
|  | 11 mars 2018 - 13 h 08 UTC−08:00 |                                  | Canada | 10 |                                  |                                  |
|  |                                  | Samoa                            | 21     |    |                                  |                                  |
|  | Uruguay                          | Samoa                            | 21     | 14 |                                  |                                  |
|  | Uruguay                          |                                  |        | 14 |                                  |                                  |
|  | Samoa                            | 45                               |        |    |                                  |                                  |
|  | Samoa                            | 45                               |        |    |                                  |                                  |

## Bilan
Statistiques sportives
- Meilleur marqueur d'essais du tournoi :  John Porch (9 essais)
- Meilleur marqueur du tournoi :  Nathan Hirayama (54 points)
- Impact Player[6] :  Glenn Bryce
- Joueur de la finale :  Waisea Nacuqu (en)
- Équipe type[7] :

| Avants                                            | Trois-quarts                                    |
| ------------------------------------------------- | ----------------------------------------------- |
| Oscar Ouma Achieng (en) Dylan Sage Kalione Nasoko | Collins Injera John Porch Eroni Sau Perry Baker |